# Street Justice
Street Justice est une série télévisée américaine en 44 épisodes de 45 minutes, créée par David Levinson, Mark Lisson et David H. Balkan, produite par Stephen J. Cannell, et diffusée entre le 29 septembre 1991 et le 29 mai 1993 en syndication.
En France, la série a été diffusée sur RTL9. Elle reste inédite dans les autres pays francophones.

## Synopsis
Durant la guerre du Vietnam, un marine, Adam Boudreaux, fait la connaissance du jeune Grady Jameson qui lui sauve la vie. Les parents de Grady, des missionnaires canadiens, meurent au cours d'une attaque des soldats vietnamiens. Boudreaux et Grady feront équipe durant dix mois avant que Adam quitte l'armée et Grady parte à l'aventure à travers le monde. Boudreaux devient policier à Vancouver en 1972 et perd la trace de Grady. Vingt ans plus tard, Boudreaux a retrouvé le jeune homme et le fait engager dans le bar qu'il possède avec Malloy, la fille de son ancien partenaire de la police décédé. Grady aide Boudreaux dans ses enquêtes grâce aux aptitudes martiales qu'il a acquis dans les rues.

## Distribution
- Carl Weathers (VF : Med Hondo) : Adam Broudreaux
- Bryan Genesse (VF : Patrick Poivey) : Grady Jameson
- Charlene Fernetz (en) : Malloy
- Marcus Chong : Miguel Mendez
- Eric McCormack : Détective Eric Rothman
- Janne Mortil : Détectice Tricia Kelsey
- Ken Tremblett : Détective Paul Schuham

## Épisodes

### Première saison (1991-1992)
1. Les Retrouvailles - 1re partie (Legacy - Part 1)
2. Les Retrouvailles - 2e partie (Legacy - Part 2)
3. Les Mauvaises fréquentations (Loyalties)
4. Le Martyr (Kid Stuff)
5. Les Mauvaises causes (Tables Turned)
6. Ombres chinoises (Shadows)
7. Le Sanctuaire (Sanctuary)
8. Le Groupe (The Group)
9. La Bavure (Friendly Fire)
10. Autodéfense (Self Defense)
11. Mon Frère (Bashing)
12. La Maison du cœur (Homecoming)
13. Droit de garde (Parenthood)
14. La Coéquipière (Partner in Crime)
15. Le Marché de la peur (Protectors)
16. La Grande Lessive (Backbeat)
17. Une dette d'honneur (Debt of Honor)
18. Donnant donnant (Bad Choices)
19. Le Témoin silencieux (Eye Witness)
20. Dépression (The Long Way Home)
21. La Privée (Catcher)
22. Porté disparu (Missing)

### Deuxième saison (1992-1993)
1. Question de vie ou de mort (Death Warmed Over)
2. Le Cercle de la Mort (Circle of Death)
3. L'Indic (Cross Fire)
4. Les Pieds d'argile (Feet of Clay)
5. Le Fils à papa (Each One, Teach One)
6. Tu perds rien pour attendre (Country Justice)
7. Aller et retour pour l'au-delà (Back from the Dead Again)
8. La Guerre ouverte (Innocent Blood)
9. L'Ange de la mort (Angel of Death)
10. Le Revenant (Remember Me)
11. Noirs ou Bleus (Black or Blue)
12. Fruit amer (Bitter Fruit)
13. Le Sens du devoir (A Sense of Duty)
14. L'Obsession (The Obsession)
15. Question d'honneur (Honor and Trust)
16. Le Sens de l'honneur (On My Honor)
17. Une paix difficile (The Cost of Peace)
18. Compte à rebours (Countdown)
19. Retour en arrière (Hello… Again)
20. Le Mur (The Wall)
21. Déjà vu (My Brother's Keeper)
22. La Stratégie du désespoir (Desperate)

## DVD
- L'intégrale de la série est sortie en Zone 1 chez VEI en coffret 10 DVD le 22 mars 2011 en version originale non sous-titrée et sans suppléments [1].